# 中国民主同盟新疆维吾尔自治区委员会
中国民主同盟新疆维吾尔自治区委员会，简称民盟新疆维吾尔自治区委、新疆民盟，是中国民主同盟在新疆维吾尔自治区的地方组织。